# Edogawa Ranpo
En aquest nom japonès, el cognom és Hirai.
Tarō Hirai (平井 太郎, Hirai Tarō, 21 d'octubre de 1894 – 28 de juliol de 1965), conegut pel pseudònim Edogawa Ranpo (江戸川 乱歩), sovint escrit en ordre occidental com a Ranpo Edogawa, fou un escriptor japonès que va tenir un paper clau en el desenvolupament de la ficció japonesa de misteri. Moltes de les seves novel·les inclouen el detectiu Kogoro Akechi, que esdevé el líder d'un grup de detectius anomenat Shōnen tantei dan (少年探偵団, literalment Els joves detectius).
Ranpo era un admirador dels escriptors de misteri occidentals, especialment d'Edgar Allan Poe. El seu pseudònim, de fet, és el nom de Poe pronunciat en japonès. Altres influències foren Arthur Conan Doyle i Ruikō Kuroiwa.

## Obres principals

### Sèrie del detectiu Kogoro Akechi
- Contes
  - "El cas de l'assassinat de D. Hill" (D坂の殺人事件, D-zaka no satsujin jiken, gener 1925)
  - "Examen psicològic" (心理試験, Shinri Shiken, febrer 1925)
  - "Mà negra" (黒手組, Kurote-gumi, març 1925)
  - "El fantasma" (幽霊, Yūrei, maig 1925)
  - "El caminant de l'àtic" (屋根裏の散歩者, Yaneura no Sanposha, agost 1925)
  - "Qui" (何者, Nanimono, novembre 1929)
  - "L'arma del crim" (兇器, Kyōki, juny 1954)
  - "Lluna i guants" (月と手袋, Tsuki to Tebukuro, abril 1955)
- Novel·les
  - El nan (一寸法師, Issun-bōshi, 1926)
  - L'home aranya (蜘蛛男, Kumo-Otoko, 1929)
  - Fruita estranya (猟奇の果, Ryōki no Hate, 1930)
  - El bruixot (魔術師, Majutsu-shi, 1930)
  - El vampir (吸血鬼, Kyūketsuki, 1930)
  - La màscara d'or (黄金仮面, Ōgon-kamen, 1930)
  - La sargantana negra (黒蜥蜴, Kuro-tokage, 1934)
  - El lleopard humà (人間豹, Ningen-Hyō, 1934)
  - L'emblema del dimoni (悪魔の紋章, Akuma no Monshō, 1937)
  - Estel negre (暗黒星, Ankoku-sei, 1939)
  - El pallasso de l'infern (地獄の道化師, Jigoku no Dōkeshi, 1939)
  - El truc del monstre (化人幻戯, Kenin Gengi, 1954)
  - L'home de l'ombra (影男, Kage-otoko, 1955)

### Traduccions al català
- L'home butaca. Lapislàtzuli Editorial, 2019. Traducció de Ko Tazawa i Joaquim Pijoan.[1]
- La bèstia entre les ombres. Lapislàtzuli Editorial, 2025.